# Supercell (游戏公司)
Supercell（可譯爲超级细胞）是一家位于芬兰的手机游戏公司，于2010年5月14号成立。在2011年，Supercell发布的了自家的第一款网页游戏：Gunshine.net（後改名為Zombies Online）。在发布之后，Supercell开始着力于开发手机游戏。現時Supercell有七款正式營運中的游戏：卡通农场、部落冲突、海岛奇兵、部落冲突：皇室戰争、荒野亂鬥、破壞突擊隊和mo.co。这些游戏一经上线便大受欢迎。
后来，Supercell分别在日本、中国、美国和韩国开设了分办公室。2016年，腾讯以86亿美元的价格收购了Supercell的81.4%的股份。总收购价分三期支付，第一期约41亿美元将在交割时支付，第二期约2亿美元将在交割三年后支付，第三期43亿美元将于“延迟收购价发布日”时支付。

## 商业模式
Supercell一直致力于开发免费内购游戏，他们希望能造出一款成功的，且永远不会被忘记的游戏，他们的重心并没有放在收入上面。在游戏开发的过程中，通常是由他们的CEO先提出一个框架，然后再由一个5-7人的“小组”共同讨论。接着，他们会将讨论出来的结果放到游戏当中。还有一部分员工负责对游戏进行测试，再接着就是在加拿大的App Store/Google Play中发布这款游戏的测试版供所有玩家下载。如果反响较好，他们就会正式地在全球发布这款游戏。如果反响不好，他们会开香槟庆祝，然后再把这款游戏消掉。有一个非常著名的例子：一款叫Battle Buddies的游戏，在测试过程中总体反映较好，但是愿意玩这款游戏的玩家太少了，于是他们的开发团队就自己消了这款游戏，然後開香檳慶祝。

## 产品
| 游戏名称                                           | 推出日期                        | 游戏类型  | 游戲平台         | 状态     | 备注 |
| -------------------------------------------------- | ------------------------------- | --------- | ---------------- | -------- | --- |
| 《Zombies Online》 （舊名Gunshine.net）            | 2011年                          | MMORPG    | 网页游戏         | 停止运营 | 2012年11月30日停止运营 |
| 《Pets vs Orcs》                                   | 2012年                          | 塔防      | iOS、Android     | 停止營運 | 首款手機游戲，2012年内下架 |
| 《Battle Buddies》                                 | 2012年                          | 战略      | iOS              | 停止營運 | 2012年内下架 |
| 《卡通农场》 （Hayday）                            | 2012年（iOS） 2013年（Android） | 模拟经营  | iOS、Android     | 运营中   | 尚未在中国大陆的应用商城上架。但可以通过Google Play或其他途徑下载。 |
| 《部落冲突》 （Clash of Clans）                    | 2012年（iOS） 2013年（Android） | 戰略      | iOS、Android、PC | 运营中   | |
| 《海岛奇兵》 （Boom beach）                        | 2014年                          | 戰略      | iOS、Android     | 运营中   | |
| 《Spooky Pop》                                     | 2014年                          | 方块消除  | iOS、Android     | 停止營運 | 2015年3月正式關閉 |
| 《Smash Land》                                     | 2015年                          | 彈珠      | iOS、Android     | 停止營運 | 2015年9月正式關閉 |
| 《部落衝突：皇室戰爭》 （Clash Royale）            | 2016年                          | 戰略      | iOS、Android、PC | 运营中   | |
| 《荒野亂鬥》 （Brawl Stars）                       | 2017年（iOS） 2018年（Android） | 戰略      | iOS、Android     | 运营中   | 2018年12月12日全球上市 2020年6月9日，荒野乱斗中国大陆版发布 |
| 《突襲戰爭》 （Rush Wars）                         | 2019年                          | 戰略      | iOS、Android     | 停止运营 | 2019年11月30日停止运营 |
| 《點點農場》 （Hay Day Pop）                       | 2020年                          | 模擬經營  | iOS、Android     | 停止运营 | 2020年3月16日，Hay Day Pop beta版釋出。該遊戲僅在芬兰、加拿大、挪威等其他國家試發行。 2020年11月30日，超級細胞宣布將停止營運Hay Day Pop。伺服器於2021年2月1日關閉。 |
| 《海島奇兵 Frontlines》 （Boom Beach: Frontlines） | 2020年                          | 戰略      | iOS、Android     | 停止运营 | 該遊戲在澳洲、比利時、芳蘭、瑞典發行。 2022年11月28日，Supercell宣布停止开发该游戏。 |
| 《部落戰線》 （Clash Quest）                       | 2021年                          | 戰略      | iOS、Android     | 停止營運 | 2021年4月2日，Supercell宣佈了三個新的遊戲包括Clash Quest正在開發中。 4月6日，Clash Quest在芬蘭、瑞典、挪威、冰島、新加坡、香港、馬來西亞和丹麥的iOS和Android上推出。 2022年8月17日，Supercell宣布停止运营Clash Quest。                                                                                        |
| 《皇室奇兵》 （Clash Mini）                        | 2021年                          | 戰略      | iOS、Andriod     | 停止營運 | 2024年3月14日宣布停止營運，詳情有待更新 |
| 《部落傳说》 （Clash Heros）                       | 2021年                          | 戰略      | iOS、Andriod     | 未營運   | 2024年6月24日宣佈停止營運，同時公佈新作Project R.I.S.E。 |
| 《Everdale》                                       | 2021年                          | 模擬經營  | iOS、Android     | 停止營運 | 2021年8月23日，Supercell在加拿大、瑞士、英國、北歐、澳大利亞、紐西蘭、新加坡、香港、菲律賓和馬來西亞推出了世界建築手機遊戲Everdale的Beta版本。 2022年10月3日，Supercell宣布停止开发Everdale，并于10月31日关闭服务器。 2023年1月16日，该游戏由Metacore正式接管。 2024年9月18日，Metacore宣佈中止Everdale項目。 |
| 《破壞突擊隊》 （Squad Busters）                   | 2023年                          | 戰略      | iOS、Andriod     | 營運中   | |
| 《Flood Rush》                                     | 2023年                          | 戰略      | iOS、Andriod     | 停止运营 | 2023年8月24日，Supercell 宣布停止开发 Flood Rush。 |
| 《mo.co》                                          | 2023年                          | RPG       | iOS、Andriod     | 營運中   | 2023年10月11日公佈新作mo.co，10月25日至11月6日短暫於美國於安卓平台進行beta測試。 2025年3月18日正式於全球推出，采取邀请制。 |
| 《Project R.I.S.E》                                | 2024年                          | Roguelike | 開發中           | 開發中   | 2024年6月24日公佈新作Project R.I.S.E，並會重用部分已停止營運游戲的素材和角色。 |

## 事件

### 收购与投资
2011年时，美国著名风险投资公司Accel Partners曾投资120万美元给Supercell。
2013年8月，日本游戏公司GungHo和其母公司軟銀花费21亿美元收购了Supercell的51%的股份；2015年6月，軟體銀行再度出资收购了Supercell的22.7%股份，并以73.7%成为公司大股东。
2016年6月，中国大陆的网络公司腾讯宣布以86亿美元的价格收购Supercell的84.3%的股份，达成控股。

### 被GREE侵权起诉
2018年1月，Supercell旗下《部落衝突》、《部落衝突：皇室戰爭》等遊戲，都疑似含侵犯日本著名的社群網站GREE專利的內容，遭GREE向東京地方法院提告，並要求Supercell停止使用疑似侵權的十幾項專利技術，Supercell將涉及專利糾紛的部分遊戲功能停用，並向受影響的玩家致歉。

### 支持乌克兰
2022年3月9日，因應俄乌战争，Supercell宣布暂停在俄罗斯以及白俄罗斯供应游戏服务。

### 中国大陆“分服”事件
2022年2月15日，Supercell在毫无预警的情况下，宣布在中国大陆对《部落冲突》进行“停服维护”，当中国大陆玩家进入游戏后，好友列表被清空，同时，用户也会自动退出自己所在的外国部落。游戏中，基本上只能遇到中文用户名。。
2022年3月16日，Supercell同样宣布在《部落衝突：皇室戰爭》进行“停服维护”。也采取了相似行动
在“中国大陆”的特供版中，许多兵种的名称（或者图标）被修改以符合中国大陆的政策需要（比如“复仇滚木”被改为“滚木”，“毒药法术”被改为“伤害药水法术”）。目前，Supercell尚未对以上操作发布声明。

### 运营商变更
2022年11月4日，Supercell在官网宣布，结束与北京昆仑乐享网络技术有限公司对《部落冲突》以及《部落衝突：皇室戰爭》在中国大陆的代理发行权，并将上述游戏在中国大陆的运营权交于腾讯。
2023年2月28日，荒野亂鬥官方宣布，由于“后续运营规划调整”，所有中国大陆玩家必须将自己账号游戏进度绑定到微信或腾讯QQ上。